# Antoine Reinhard Falck
Pour les articles homonymes, voir Reinhard et Falck (homonymie).
Antoine Reinhard Falck (baron), né à Utrecht (Provinces-Unies) le 19 mars 1777 et décédé à Bruxelles le 16 mars 1843, est un diplomate, homme d'État, savant, défenseur des Arts et des Sciences de la République batave, du royaume de Hollande, du royaume uni des Pays-Bas et du royaume des Pays-Bas.

## Biographie

### Famille
Antoine Reinhard Falck est le petit-fils de Anton Reinhard Falck et le fils de Otto Willem Falck.
Son grand-père était lieutenant d'infanterie. Il trouva la mort à la bataille de Rocoux le 11 octobre 1746. Son père était au service de la Verenigde Ooste-Indische Compagnie (VOC ou Compagnie néerlandaise des Indes orientales) et avait vécu un an à Patna au Bengale. À son retour, il fit escale au cap de Bonne-Espérance où il rencontra Engela Apolonia Bergh qu'il épousa en 1776. Ils rentrèrent à Utrecht où Antoine Falck naquit en 1777. En 1785, son père devint directeur de VOC et la famille s'installa à Amsterdam.

### Études
Il étudia à l'école latine d'Amsterdam (1791 à 1793) puis rentra à Athenaeum Illustre d'Amsterdam (1793 à 1798). Il y fut élève de Hendrik Constantijn Cras et de Van Hermet (défenseur de la pensée de Kant).
En 1795 et 1796, il voyagea en France ainsi que dans les Pays-Bas Autrichien.
Il poursuivit ensuite ses études à la Leiden Universiteit (université de Leyde) (1798 à 1799). Étudiant en droit romain et moderne, il obtint le titre de docteur le 26 juillet 1799, à la suite de la défense de sa thèse Disputatio juridica de Matrimonio ex sententia celebb. Imm. Kant et Joh. G. Fichte.  écrite sous la supervision de Hendrik Constantijn Cras.
En 1800, il va parfaire ses connaissances en diplomatie à la Georg-August Universität Göttingen (université de Göttingen). De juin 1799 à octobre 1801, il traite ses propres affaires tout en étant adossé à un cabinet d'avocats .

### Sous la République batave
Dès son retour de Göttingen, il est nommé membre du conseil municipal d'Amsterdam d'octobre 1801 à janvier 1802.
En 1802, il devient secrétaire de l'ambassade batave à Madrid. Il est soutenu par le ministre Mijnders.

### Sous le royaume de Hollande
En 1805, quand le royaume de Hollande est créé et attribué à Louis Napoléon, Falck quitte son poste de secrétaire de l'ambassade.
Après avoir combattu cette occupation en se retirant de la politique, il accepte cependant de 1806 à 1808, le rôle de secrétaire aux Affaires étrangères et de mai 1808 à novembre 1808, celui de commissaire général aux colonies au ministère de la Marine et des Colonies. Il devient ensuite secrétaire général au département des colonies de novembre 1808 à mai 1811.
C'est aussi à cette époque que Falck est nommé membre de la troisième classe de l'institut de Hollande.

### Pendant l'annexion au Premier Empire français
Lors de l'annexion du royaume de Hollande au Premier Empire français, Falck se démet de toutes ses fonctions.
Il est poursuivi comme dissident politique par la police impériale mais il s'enfuit en Allemagne puis au Danemark et en Suède. Il prévoyait d'aller à Saint-Pétersbourg mais ses projets échouent.
Lors de son exil en Suède, il soutiendra la cause des marchands d'Amsterdam.
En 1812, il sera nommé capitaine de la garde nationale et marchant avec ses hommes sur l’hôtel de ville d'Amsterdam en 1813, il appellera à la résistance contre les Français qui se repliaient.
Avec le soutien de la marine, il préparera le terrain pour l'intervention des troupes de la Sixième Coalition.

### Sous le royaume uni des Pays-Bas
Au congrès de Vienne, il soutient la création du royaume uni des Pays-Bas et est nommé secrétaire du gouvernement provisoire du Royaume en 1813. C'est à ce moment qu'il entre en relation avec Guisbert Charles van Hogendorp.
Il est aussi présent à Londres lors de la signature du protocole de Londres du 21 juin 1814.
Apprécié du roi Guillaume Ier des Pays-Bas, il est appelé, l'année suivante, pour occuper la fonction de secrétaire d'état.
En 1816, il engage et soutient la création d'universités dans les provinces du Sud. Entraînant la fondation des universités de Gand, Louvain et Liège. La même année, il rétablit l'académie de Bruxelles à laquelle il sera élu membre honoraire deux ans plus tard. C'est l'arrêté du 7 mai 1816 qui confirme ces institutions dans leurs droits. Il soutient aussi l'industrie dans ces mêmes provinces du Sud.
Le 2 décembre 1817, il épouse la baronne wallonne R.A. de Roisin, fille du général Henri de Roisin.
En 1818, il est nommé secrétaire du « super ministère » de l'Enseignement, de l'Industrie nationale et des Colonies. Il conservera sa charge jusqu'en 1824. C'est notamment sous ces ministères qu'il se chargera d'améliorer l'enseignement primaire et universitaire dans le Royaume. Il est également chargé de nombreuses missions à Vienne et à Paris.
En 1819, il est appelé dans le conflit pour le duché de Luxembourg. Il entre en conflit avec Van Maanen, alors ministre de la Justice, à propos de la politique religieuse, de l'enseignement et de la langue. Il est, de ce fait, forcé de démissionner ainsi que ses deux collègues Anne Willem Carel Von Nagell et le Baron Goudau et part dans le sud en 1823. En 1824, il est nommé extraordinairement pour soutenir l'ambassade de Fagel en Angleterre à propos de l'Inde. Après la signature du traité en mars 1824, il rentre à Amsterdam pour y être nommé remplaçant de Fagel à Londres. Les années suivantes, il conclura plusieurs accords avec les États-Unis, le Mexique en 1827 et avec la Colombie en 1829.

### Sous le royaume des Pays-Bas
Bien qu'opposé à la révolution belge de 1830, il en comprend vite les conséquences et devient, par pragmatisme, un partisan de la séparation. Il entra de ce fait en désaccord avec le Roi qui le démit de ses fonctions et le rappela en 1832. Il se retirera, chez lui, pour étudier les sciences.
Après la signature du traîté de paix belgo-néerlandais du 19 avril 1839, il est nommé ministre plénipotentiaire du roi à Bruxelles. Le peuple belge reconnaissant de tout ce qu'il avait fait de bien en faveur du pays, le saluera lors de son arrivée à Bruxelles. Dès lors, il travailla à améliorer les relations entre les deux nations.
Il conservera ses fonctions jusqu'à sa mort le 16 mars 1843, après une longue maladie. Les Belges l’honorèrent à sa mort et son cadavre fut rapatrié à Utrecht pour être inhumé dans le caveau familial. Il recevra, à titre posthume, une médaille gravée par J. Wiener.
La correspondance soutenue de Falck entre les années 1795 et 1843, nous le fait connaître comme un philosophe éclairé de la fin du XVIIIe siècle.

### Publications
- Disputatio juridica de Matrimonio ex sententia celebb. Imm. Kant et Joh. G. Fichte, Amst. 1799, 8°.
- Idé der ontwikkeling van 's menschen zedelijken aanleg in de geschiedenis opgespoord. Geplaatst in van Hemert's Magazijn voor de kritische wijsbegeerte enz. 4de deel, 2de en 3de stuk, Amst. 1801.
- Over het mislukken van alle wijsgeerige proeven eener théodicée. Geplaatst in hetzelfde Magazijn, 5de deel, 1ste stuk.
- Over den invloed der beschaving van de Nederlandsche natie op de verlichting van de Noordsche volken, Amst. 1813. 4o.

## Distinctions
- Commandeur de l'ordre du Lion néerlandais